# Persby, Åland
Persby är en by i Sunds kommun på Åland. Persby by gränsar mot byarna Gunnarsby, Träsk och Vivasteby och är belägen vid Östra kyrksundets södra strand. Invånarantal år 2007 var blott 9 stycken. Byns största näring är jordbruk.
.